# Hieracium gregorii-bakurianii
Hieracium gregorii-bakurianii es una especie de planta con flor del género Hieracium, de la familia Asteraceae, orden Asterales.

## Distribución
Hieracium gregorii-bakurianii se distribuye por Bulgaria, Europa.

## Taxonomía
Fue descrita científicamente por S. Bräutigam.
Tratamiento taxonómico
La especie aparece registrada y publicada en Bot. Jahrb. Syst.